# Kilmalkedar
 (juillet 2025).
Si vous disposez d'ouvrages ou d'articles de référence ou si vous connaissez des sites web de qualité traitant du thème abordé ici, merci de compléter l'article en donnant les références utiles à sa vérifiabilité et en les liant à la section « Notes et références ».
Le monastère de Kilmalkedar (Cill Maoilchéadair en irlandais), fondé au VIIe siècle, est situé sur la péninsule de Dingle, dans le comté de Kerry, Irlande. Le site comporte une église, une pierre Ogham, un oratoire, un cadran solaire, plusieurs pierres avec des inscriptions, et deux maisons. Il comprend les constructions datant depuis l'époque pré-chrétienne jusqu'au XVe siècle.

## Histoire
Bien que principalement un site chrétien, Kilmalkedar comprend des éléments païens. Il aurait été fondé par Saint Maolcethair, fils du roi d'Ulster, décédé en ce site en 636. Il l'avait choisi en raison de sa proximité avec le Mont Brandon, un site religieux pré-chrétien. La voie de pèlerinage qui mène au mont Brandon passe par Kilmalkedar. Saint Brendan a été adopté comme  saint patron au cours des siècles suivant la fondation de Kilmalkedar. Bien que l'on ne sache pas quand l'église est tombée en ruine, en 1756, la moitié de la dîme de la paroisse de Kilmalkedar faisait toujours partie de l'argent donné à la chancellerie de Ardfert. 

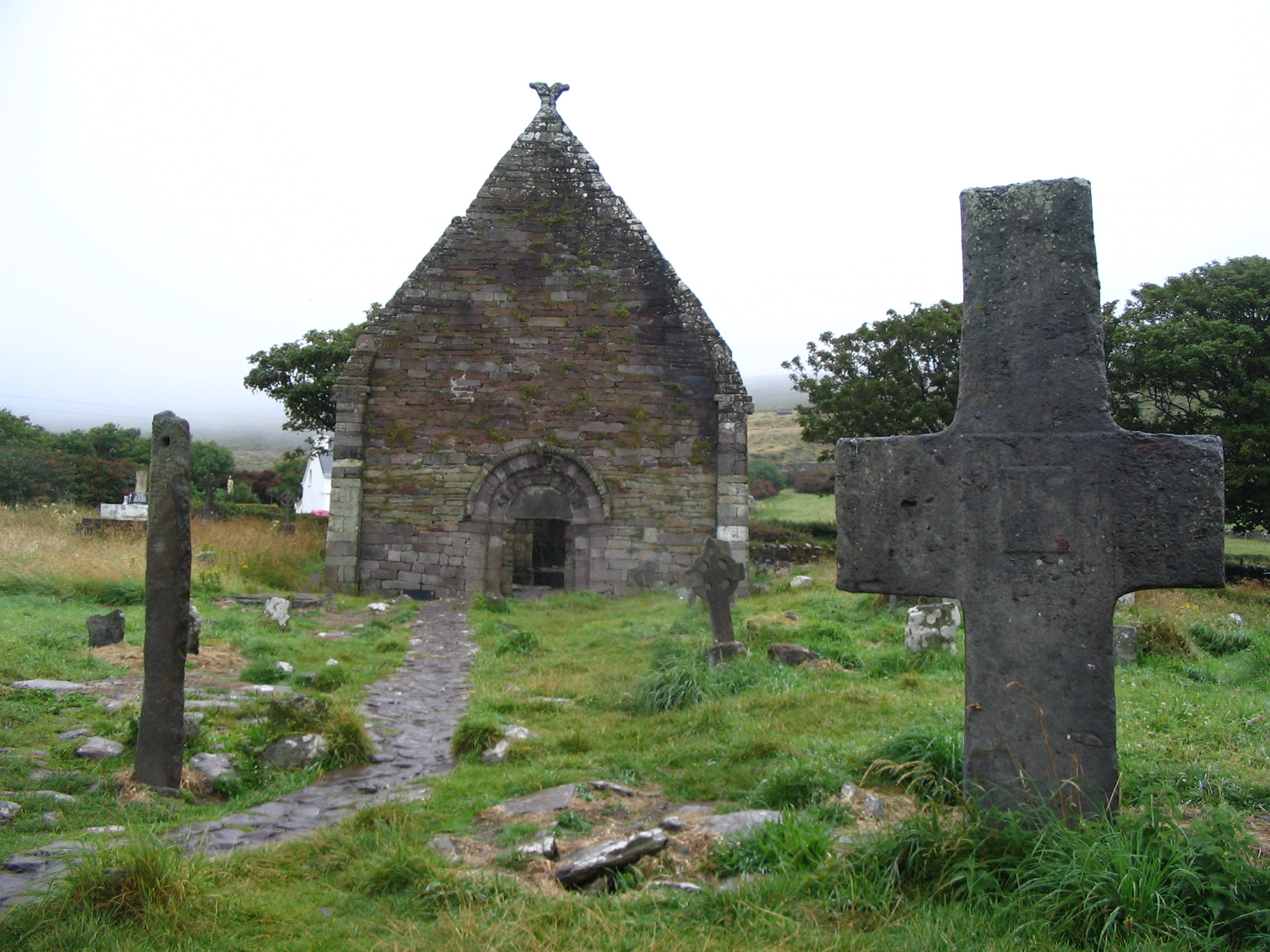
Pierre gravée, église romane du XIIe, et croix paleo-chrétienne.
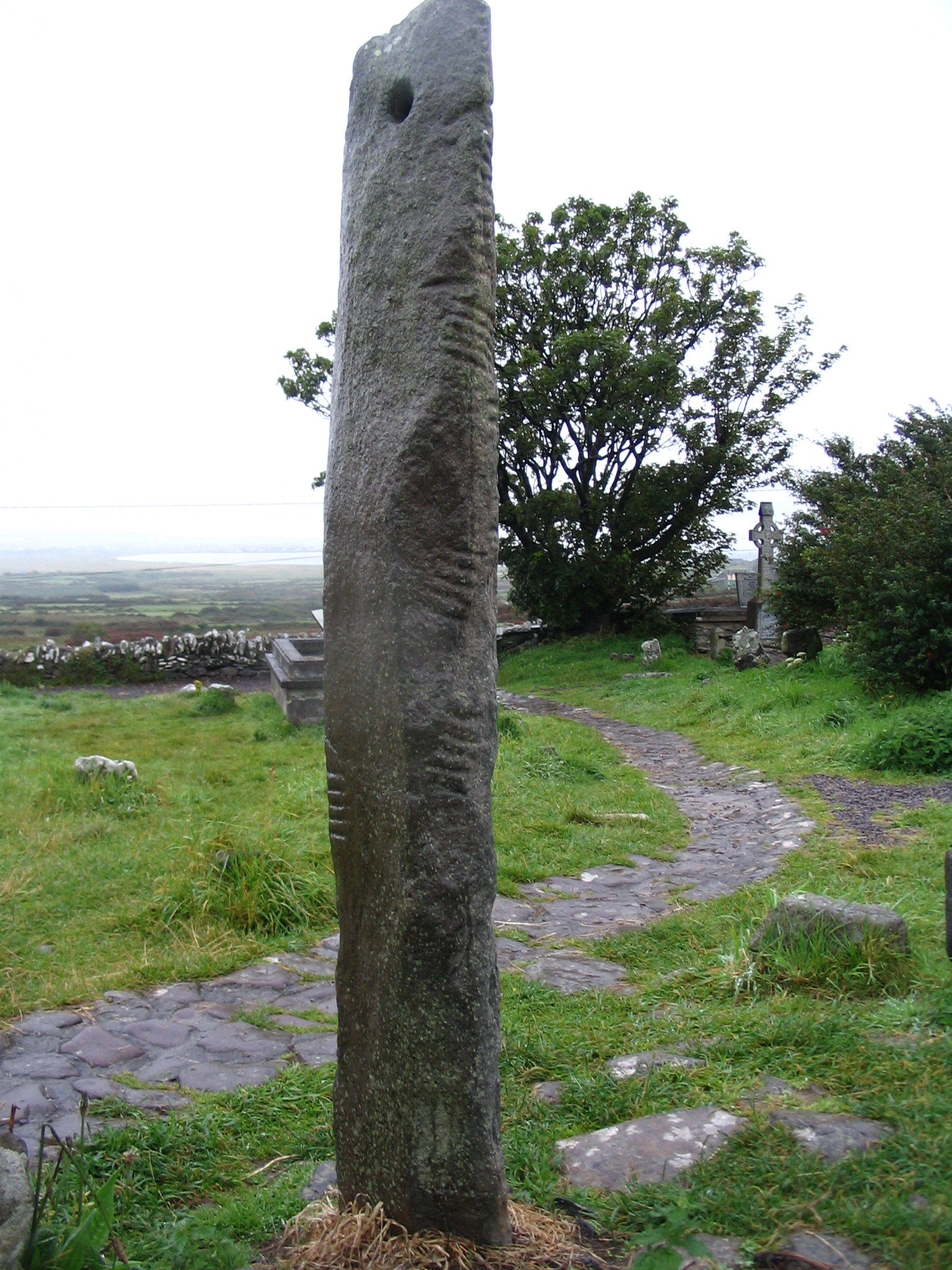
Pierre percée avec écriture oghamique.